# Konverzijske prevlake
Konverzijske prevlake nemetalni su, uglavnom anorganski, vrlo tanki slojevi na metalnoj površini, koji se obično stvaraju kemijskom reakcijom vodene otopine određenih spojeva s metalnom podlogom.

## Svojstva
Konverzijske prevlake čine vrlo dobru osnovu za prianjanje naknadnih premaza i značajno povećavaju korozijsku otpornost osnovnog materijala u usporedbi s na taj način neobrađenim površinama. Osim toga, konverzijski slojevi imaju vrlo nizak električni otpor. Tehnički je moguća i proizvodnja obojenih konverzijskih prevlaka za proizvodnju ukrasnih premaza.

## Najčešće vrste
U prošlosti su često koristilo kromatiranje, odnosno koristilo se otopinama na temelju karcinogenih spojeva šesterovalentnog kroma. Danas se spomenute otopine koriste sve manje zbog strogih zakonskih zahtjeva, prije svega odredbi ROHS. Trenutačno se traže prikladne zamjene za te otopine. Tretmani koji se temelje na kromovom (III) oksidu ili kompleksnim fluoridima (titanijevim i cirkonijevim spojevima) alternativa su klasičnom toksičnom i kancerogenom kromatiranju. Drugi način stvaranja konverzijske prevlake jest fosfatiranje pomoću vodenih otopina fosfata.